# 1942 en el cinema
En el món del Cinema, el 1942 van passar alguns fets destacables:

## Pel·lícules més taquilleres
- Estats Units:
  - Mrs. Miniver
  - Reap the Wild Wind
  - Random Harvest
  - Yankee Doodle Dandy
  - Road to Morocco
  - Holiday Inn

## Oscars
- Millor pel·lícula: Mrs. Miniver - Metro-Goldwyn-Mayer
- Millor director: William Wyler - Mrs. Miniver
- Millor actor: James Cagney - Yankee Doodle Dandy
- Millor actriu: Greer Garson - Mrs. Miniver
- Millor actor secundari: Van Heflin - Johnny Eager
- Millor actriu secundària: Teresa Wright - Mrs. Miniver

## Pel·lícules estrenades
- Alias Boston Blackie, amb Chester Morris, Adele Mara, i Richard Lane
- Andy Hardy's Double Life, amb Lewis Stone, Mickey Rooney, Cecilia Parker, i Fay Holden
- Bambi
- The Black Swan
- Bullet Scars
- Captains of the Clouds
- Casablanca
- Cat People
- Commandos Strike at Dawn
- The Courtship of Andy Hardy,amb Lewis Stone, Mickey Rooney, Cecilia Parker, i Fay Holden
- Der Fuehrer's Face
- Flying Tigers
- Gentleman Jim
- The Ghost of Frankenstein amb Lon Chaney Jr.
- Hatter's Castle
- Holiday Inn
- M'he casat amb una bruixa
- Sang, suor i llàgrimes
- The Loves of Edgar Allan Poe
- The Magnificent Ambersons
- El superior i la menor
- L'home que va venir a sopar
- Mrs. Miniver
- My Tender Comrade
- The Palm Beach Story
- Pardon My Sarong, amb Bud Abbott i Lou Costello
- L'orgull dels ianquis amb Gary Cooper
- Random Harvest
- Reap the Wild Wind
- Ride 'Em Cowboy
- Rio Rita, amb Bud Abbott i Lou Costello
- Road to Morocco
- Saludos Amigos
- Somewhere I'll Find You, amb Clark Gable
- Sons of the Pioneers, amb Roy Rogers i Gabby Whittaker
- Star Spangled Rhythm
- The Talk of the Town
- Tombstone, the Town Too Tough to Die
- The Undying Monster
- Went the Day Well?
- Who Done It?, amb Bud Abbott i Lou Costello
- Yankee Doodle Dandy

## Naixements
- 3 de gener - John Thaw, actor
- 8 de gener - Yvette Mimieux, actriu
- 14 de gener - Stig Engström, actor
- 15 de gener - Charo, singer, actriu
- 19 de gener - Michael Crawford, cantant, actor
- 13 de febrer - Peter Tork, music i actor
- 28 de març - Mike Newell, director
- 1 de juliol - Geneviève Bujold, actriu
- 13 de juliol - Harrison Ford, actor i productor
- 22 d'octubre - John Broderick, productor, director, actor
- 22 d'octubre - Annette Funicello, actriu, cantant
- 31 d'octubre - David Ogden Stiers, actor
- 2 de novembre - Stefanie Powers, actriu
- 17 de novembre - Martin Scorsese, director
- 21 de novembre - Al Matthews, actor

## Defuncions
- 16 de gener - Carole Lombard, actriu
- 29 de maig - John Barrymore, actor
- 5 de novembre - George M. Cohan, actor i cantant